# Kali carbonat
Kali carbonat, còn gọi là bồ tạt, tro ngọc trai, muối cao răng là hợp chất vô cơ có công thức K2CO3. Nó là một loại muối carbonat, có thể hòa tan trong nước như natri carbonat. Nó hút ẩm mạnh, thường xuất hiện dưới dạng chất rắn ẩm. Kali carbonat được sử dụng chủ yếu trong sản xuất xà phòng và thủy tinh.

## Lịch sử
Kali cacbonat là thành phần chính của bồ tạt, tro ngọc trai và muối cao răng. Trong lịch sử, tro ngọc trai được tạo ra bằng cách nung nóng bồ tạt trong lò để loại bỏ tạp chất. Phần bột trắng mịn còn lại là tro ngọc trai. Bằng sáng chế đầu tiên được cấp bởi Văn phòng Sáng chế Hoa Kỳ đã được trao cho Samuel Hopkins vào năm 1790 cho một phương pháp cải tiến tạo ra bồ tạt và tro ngọc trai.
Vào cuối thế kỷ 18 ở Bắc Mỹ, trước khi bột nở phát triển, tro ngọc trai được sử dụng làm chất tạo men cho bánh mì.

## Sản xuất
Kali cacbonat được điều chế thương mại bằng phản ứng sục khí carbon dioxide vào dung dịch kali hydroxide:
2KOH + CO2 → K2CO3 + H2O
Từ chất rắn kết tinh sesquihydrat K2CO3·{\displaystyle \left({\frac {3}{2}}\right)}H2O (kali hydrat), đun nóng chất rắn này trên 200 °C thu được muối khan. Trong một phương pháp thay thế, kali chloride được xử lý bằng carbon dioxide với sự có mặt của một amin hữu cơ để tạo ra kali bicarbonat, sau đó được đun nóng:
2KHCO3 → K2CO3 + H2O + CO2

## Ứng dụng
- Từng được dùng để sản xuất xà phòng, thủy tinh, chén bát.
- Được sử dụng làm chất hút ẩm, làm khô alcohol, keton, amin,...[5]
- Được sử dụng làm phụ gia thực phẩm.
- Được sử dụng làm chất trung gian trong sản xuất rượu vang.
- Từng được sử dụng làm mềm nước cứng[6].
- Được sử dụng làm chất chữa cháy.
- Được sử dụng làm thành phần trong chất trợ dung hàn, và trong lớp phủ chất trợ dung trên que hàn hồ quang.
- Được sử dụng làm chất điều chỉnh độ acid.